# Kațiarina Barisevici
Kațiarina Barisevici (în belarusă Кацярына Анатольеўна Барысевіч, n. 2 august 1984, Staryja Darohi⁠(d), RSS Bielorusă, URSS) este o jurnalistă din Belarus. Este corespondentă a site-ul independent de știri Tut.By. A lucrat la European Radio for Belarus (Eŭrapéjskaje Rádyjo dla Biełarúsi, ERB) și în alte companii mass-media. Ea a prezentat moartea lui Raman Bandarenka în 2020. Kațiarina Barisevici a fost arestată la 19 noiembrie 2020, la Minsk.
La 24 noiembrie 2020, organizația pentru drepturile omului Amnesty International a numit-o prizonier de conștiință în cazul Bandarenka. În aceeași zi, zece organizații (Centrul pentru Drepturile Omului Viasna, Asociația Jurnaliștilor din Belarus, Comitetul Helsinki din Belarus și altele) au făcut o declarație comună și au catalogat-o ca deținut politic. Boris Harețki, vicepreședinte al Asociației Jurnaliștilor din Belarus, a declarat că autoritățile nu luptă contra acestei probleme, ci presa, „Ei cred că, dacă presa nu scrie despre Bandarenka, oamenii nu vor afla despre acest lucru. Desigur, ei știu tot, dar mass-media încă este atacată."
La 10 decembrie 2020, a fost numită Jurnalistul Anului (2020).
La 16 decembrie 2020, Cem Özdemir, deputat în Bundestag, și-a exprimat sprijinul pentru Kațiarina Barisevici. Acesta a declarat că este de neprețuit cum jurnaliști curajoși precum Kațiarina Barisevici aduc adevărul la lumină. [...] Kațiarina Barisevici este una dintre multele femei impresionante care au condus schimbarea în Belarus.
La 2 martie 2021, ea a fost condamnată de judecătoria Moskovski din Minsk la o jumătate de an de închisoare și la o amendă echivalentă cu 1.100 de dolari americani pentru prezentarea în presă a datelor cu privire la moartea lui Raman Bandarenka în timpul protestelor din Belarus din 2020–2021 împotriva președintelui Belarusului Aleksandr Lukașenko. Kațiarina Barisevici, de la portalul independent de știri online Tut.by, s-a aflat în custodie din noiembrie 2020, în urma publicării unui articol în care citează documente medicale care indică faptul că protestatarul Raman Bandarenka a murit din cauza rănilor grave și nu a fost beat - contrar afirmațiilor oficiale.
Acțiunile statului belarus împotriva ei au fost condamnate de Federația Europeană a Jurnaliștilor, de Comitetul pentru Protejarea Jurnaliștilor, de Institutul Internațional de Presă și alte organizații.
Împreună cu Daria Ciulțova și Kațiarina Andreieva, două jurnaliste de la postul de televiziune Belsat TV (de asemenea condamnate la închisoare), la 9 aprilie 2021, Barisevici a fost distinsă cu Premiul „Onoare Jurnalismului“ numit după Aleś Lipaj, fondatorul BelaPAN, o agenție de știri independență neguvernamentală din Belarus.